# Communauté de communes de Bourmont, Breuvannes, Saint-Blin
Die Communauté de communes de Bourmont, Breuvannes, Saint-Blin war ein französischer Gemeindeverband mit der Rechtsform einer Communauté de communes im Département Haute-Marne in der Region Grand Est. Sie wurde am 27. Dezember 2012 gegründet und umfasste zuletzt 44 Gemeinden. Der Verwaltungssitz befand sich im Ort Illoud.

## Historische Entwicklung
Der Gemeindeverband entstand mit Wirkung vom 1. Januar 2013 durch die Fusion der Vorgängerorganisationen
- Communauté de communes du Bourmontais und
- Communauté de communes du Canton de Saint-Blin

Mit Wirkung vom 1. Juni 2016 bildeten die ehemaligen Gemeinden Bourmont und Nijon eine Commune nouvelle unter dem Namen Bourmont-entre-Meuse-et-Mouzon. Dadurch reduzierte sich die Anzahl der Mitgliedsgemeinden auf aktuell 44.
Am 1. Januar 2017 wurde der Gemeindeverband mit der Communauté de communes de la Vallée du Rognon zur neuen Communauté de communes Meuse Rognon zusammengeschlossen.

## Mitgliedsgemeinden
1. Aillianville
2. Audeloncourt
3. Bassoncourt
4. Bourg-Sainte-Marie
5. Bourmont-entre-Meuse-et-Mouzon
6. Brainville-sur-Meuse
7. Breuvannes-en-Bassigny
8. Chalvraines
9. Champigneulles-en-Bassigny
10. Chaumont-la-Ville
11. Clinchamp
12. Doncourt-sur-Meuse
13. Germainvilliers
14. Goncourt
15. Graffigny-Chemin
16. Hâcourt
17. Harréville-les-Chanteurs
18. Huilliécourt
19. Humberville
20. Illoud
21. Lafauche
22. Leurville
23. Levécourt
24. Longchamp
25. Maisoncelles
26. Malaincourt-sur-Meuse
27. Manois
28. Mennouveaux
29. Merrey
30. Millières
31. Orquevaux
32. Outremécourt
33. Ozières
34. Prez-sous-Lafauche
35. Romain-sur-Meuse
36. Saint-Blin
37. Saint-Thiébault
38. Semilly
39. Sommerécourt
40. Soulaucourt-sur-Mouzon
41. Thol-lès-Millières
42. Vaudrecourt
43. Vesaignes-sous-Lafauche
44. Vroncourt-la-Côte